# Frank LoBiondo
Frank Alo LoBiondo (Bridgeton, 12 maggio 1946) è un politico statunitense, membro della Camera dei Rappresentanti per lo stato del New Jersey.

## Biografia
Di origini italoamericane, LoBiondo lavorò per ventisei anni in un'azienda a conduzione familiare.
Nel 1992 si candidò alla Camera dei Rappresentanti come membro del Partito Repubblicano, ma venne sconfitto dal deputato democratico in carica.
Nel 1994, quando questi si ritirò, LoBiondo si ripropose come candidato deputato e venne eletto. Negli anni successivi fu sempre riconfermato, senza mai scendere sotto il 59% dei voti.
Sebbene venga giudicato un repubblicano abbastanza moderato, LoBiondo ha un'ideologia piuttosto conservatrice su diverse materie come l'aborto, la ricerca sulle staminali e i diritti degli omosessuali.